# SSM-N-8A Regulus
Pour les articles homonymes, voir Régulus.
Le SSM-N-8A Regulus était un missile de croisière à charge nucléaire pouvant être tiré depuis un navire ou un sous-marin en surface. Il fut mis en service de 1955 à 1964 par l'United States Navy.

## Histoire

### Conception et développement

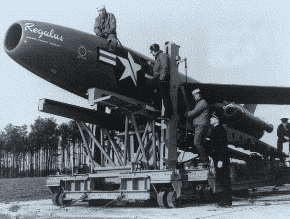
Un missile Regulus I.

Au mois d'octobre 1943, la société Chance Vought Aircraft Company signa un contrat d'étude pour un missile d'une portée de 480 kilomètres (300 milles) capable de transporter une charge militaire de 1 800 kilos (4 000 livres). Le projet n'avança pas pendant quatre ans, jusqu'à ce qu'en mai 1947 l'armée de l'air américaine attribue à la société Martin Aircraft Company un contrat pour le développement du Matador, un missile subsonique propulsé par un turboréacteur. La Marine américaine (Navy) perçut le Matador comme une menace pour son rôle dans les missiles guidés et, en quelques jours, lança un programme de développement pour un missile pouvant être lancé à partir d'un sous-marin et utilisant le même moteur J33 que le Matador. Au mois d'août 1947, les spécifications du projet, à présent nommé "Regulus", furent publiées : transporter une charge militaire de 1 400 kilos (3 000 livres) sur une distance de 930 kilomètres (500 milles marins) à une vitesse de 0,85 Mach, avec une erreur circulaire probable (CEP) correspondant à 0,5 % de la distance parcourue. Après avoir parcouru sa portée maximum, le missile devait pouvoir atteindre au moins une fois sur deux un point situé à 4,6 kilomètres de sa cible.
La Marine américaine avait procédé avant le développement du Regulus à des expériences avec le missile JB-Loon, un proche dérivé de la bombe volante allemande V-1. Des essais à partir de sous-marins avaient été réalisés de 1947 à 1953 à la base aéronautique navale de Point Mugu, sur les sous-marins USS Cusk (SS-348) et USS Carbonero (SS-337). Ceux-ci avaient été convertis en plates-formes d'essais et transportaient initialement le missile sans protection, ce qui ne leur permettait de plonger qu'après le lancement du missile.

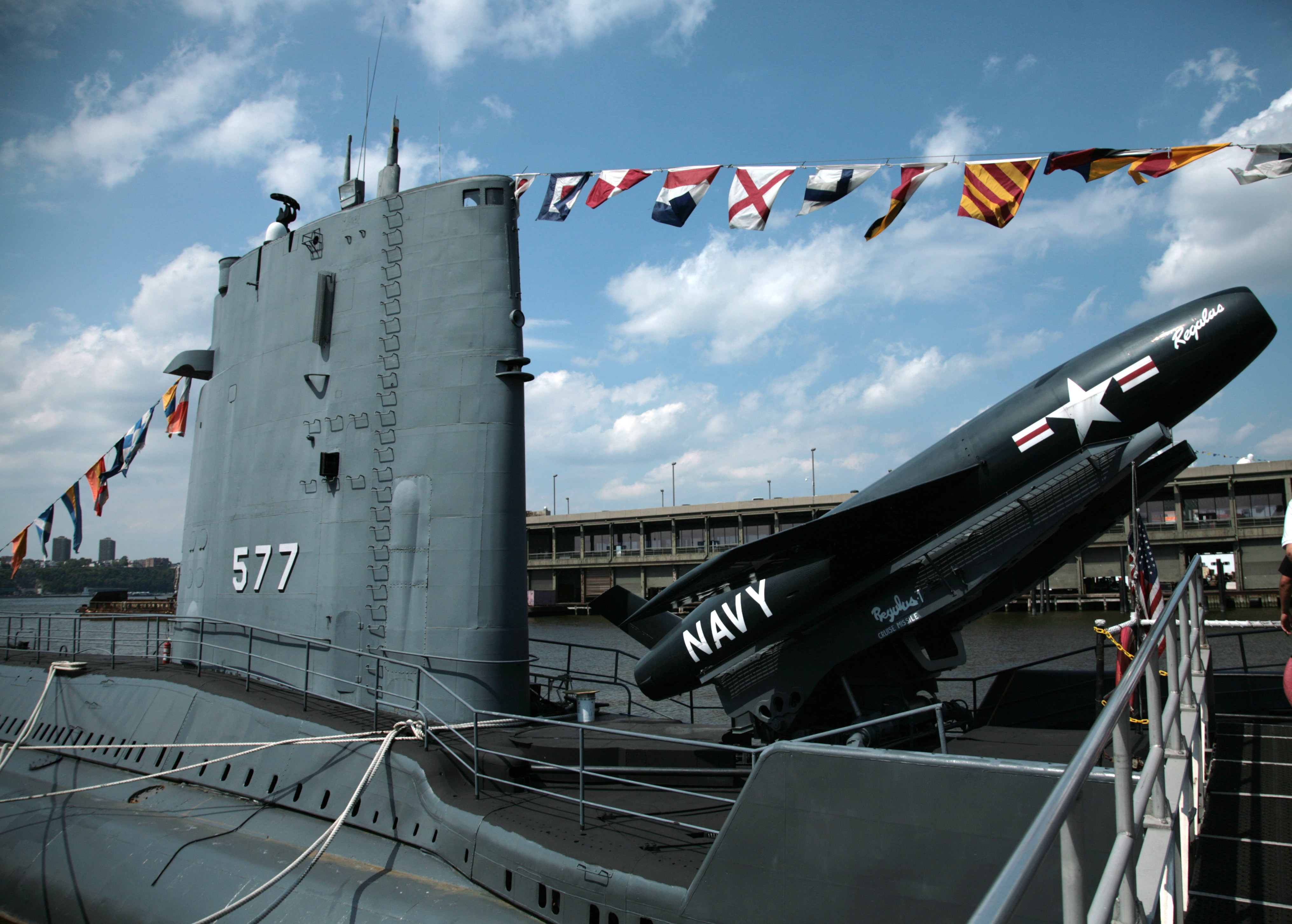
Un Regulus monté sur le pont du sous-marin (retiré du service).

Il était prévu que le Regulus mesure 9,1 mètres de long (30 pieds), 3 mètres d'envergure (10 pieds), 1,2 mètre de diamètre (4 pieds) et qu'il pèse entre 4 500 et 5 400 kilos (de 10 000 à 12 000 livres). Le missile ressemblait à un avion de chasse F-80 sans cockpit et les versions d'essai étaient équipées d'un train d'atterrissage pour leur permettre d'être récupérées et réutilisées. Après le lancement, le Regulus devait être guidé vers sa cible par des stations de contrôle, celles-ci étant normalement des sous-marins ou des navires de surface équipés d'un équipement de guidage. Le missile pouvait également être guidé à distance par un avion de chasse. La compétition entre l'armée de l'air et la marine compliqua aussi bien le développement du Matador que celui du Regulus. Les missiles se ressemblaient et utilisaient le même moteur. Ils avaient des performances, un calendrier et des coûts pratiquement identiques. Afin de réduire les coûts, le ministère de la défense des États-Unis ordonna à la Navy de déterminer si le Matador pouvait être adapté à ses besoins. La Navy conclut que ses missions pouvaient mieux être réalisées par le Regulus.
Le Regulus disposait de certains avantages par rapport au Matador. Il ne nécessitait que deux stations de guidage alors que le Matador en avait besoin de trois. Il pouvait aussi être lancé plus rapidement, puisque les boosters du Matador devaient être installés sur le missile alors qu'il se trouvait sur le lanceur alors que le Regulus pouvait être stocké avec ses boosters. Finalement, la société Chance Vought fabriqua une version récupérable du missile ; ainsi, le développement du Regulus devint moins onéreux, même si un exemplaire d'essai était plus cher à construire. Le programme de la Navy continua et le premier Regulus vola au mois de mars 1951.

### Navires et sous-marins équipés du Regulus
Le premier lancement à partir d'un sous-marin a lieu au mois de juillet 1953 ; le missile est lancé du pont de l'USS Tunny, une unité datant de la Seconde Guerre mondiale et modifiée pour transporter le Regulus. Le Tunny et l'USS Barbero deviennent ainsi les premiers sous-marins des États-Unis participant à la dissuasion nucléaire. Ils sont rejoints en 1958 par deux sous-marins spécifiquement conçus pour transporter des Regulus, à savoir l'USS Grayback et l'USS Growler. Plus tard, le USS Halibut à propulsion nucléaire rejoint le groupe. Le USS Halibut, qui dispose d'un hangar très vaste, peut accueillir cinq missiles et il est prévu qu'il devienne le prototype d'une nouvelle classe de sous-marins à propulsion nucléaire lanceurs de missiles de croisière, les SSG-N.

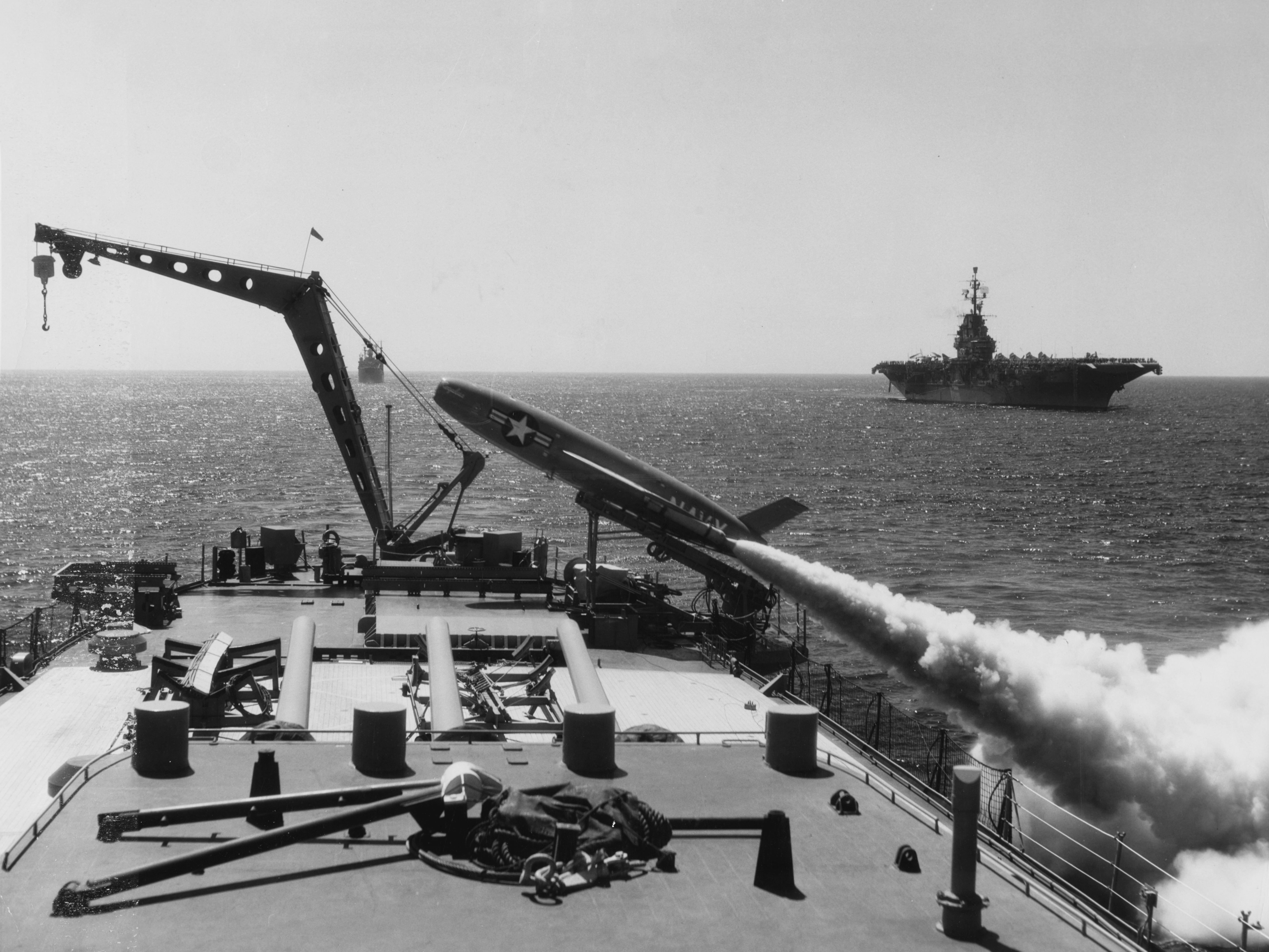
Un Regulus I lancé à partir du, 1957.

La stratégie de la Navy exige la présence de quatre missiles Regulus en mer en permanence. Ainsi, le Barbero et le Tunny, qui transportent chacun deux missiles Regulus, patrouillent simultanément. Le Growler et le Grayback, avec quatre missiles chacun, ou le Halibut, avec cinq missiles, peuvent patrouiller seuls. Basés à Pearl Harbor (Hawaï), les cinq sous-marins équipés de Regulus effectuent 40 patrouilles de dissuasion nucléaire dans le nord de l'océan Pacifique entre les mois d'octobre 1959 et juillet 1964, y compris durant la crise des missiles de Cuba en 1962. Selon le documentaire "Regulus: The First Nuclear Missile Submarines" par Nick T. Spark, leur première tâche dans l'éventualité d'un échange nucléaire aurait été d'éliminer la base navale soviétique de Petropavlovsk-Kamtchatski. Ces patrouilles de dissuasion sont les premières dans l'histoire des sous-marins de la Navy et précèdent celles réalisées par le sous-marins équipés de missiles Polaris.
Les sous-marins équipés de Regulus sont remplacés par les sous-marins de la classe George Washington, équipés du système de missiles Polaris. Le Barbero est le seul sous-marin ayant lancé un missile délivrant du courrier.

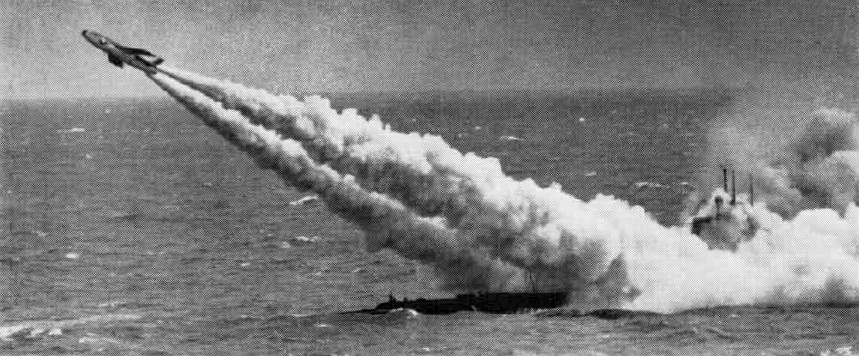
Le USS Tunny (SSG-282) tirant un missile de croisière SSM-N-8A Regulus.

D'autres sous-marins, à savoir l'USS Cusk et l'USS Carbonero, sont équipés de systèmes de contrôle leur permettant de diriger un Regulus en vol, ce qui permet d'étendre sa portée.
Le Regulus est également déployé en 1955 par la Navy à bord du croiseur USS Los Angeles. En 1956, trois croiseurs supplémentaires sont équipés du missile : les USS Macon, USS Toledo et USS Helena. Ces quatre croiseurs de la classe Baltimore transportent chacun trois missiles Regulus à l'occasion de patrouilles opérationnelles dans l'ouest du Pacifique. La dernière patrouille réalisée par le Macon avec le Regulus a lieu en 1958, celle du Toledo en 1959, celle du Helena en 1960 et celle du Los Angeles en 1961.
Dix porte-avions sont configurés pour utiliser le Regulus (seuls six d'entre eux ont effectivement lancé un missile). Le USS Princeton n'est pas déployé avec le missile mais supervise le premier lancement d'un Regulus à partir d'un bâtiment de guerre. Le USS Saratoga n'embarque pas le missile mais est impliqué dans deux tirs de démonstration. Les USS Franklin D. Roosevelt et USS Lexington réalisent chacun un tir d'essai. Le USS Randolph déploie en Méditerranée trois missiles Regulus. Le USS Hancock (CV-19) est déployé une seule fois dans l'ouest du Pacifique avec quatre missiles en 1955. Le Lexington, le Hancock, le USS Shangri-La et l'USS Ticonderoga participent au développement du concept de "Regulus Assault Mission" (RAM). Dans le cadre du RAM, les missiles de croisière Regulus sont convertis en drones : les missiles sont lancés de croiseurs ou de sous-marins et, une fois en vol, sont guidés sur leurs objectifs par des pilotes basés sur des porte-avions et équipés de dispositifs de contrôle à distance.

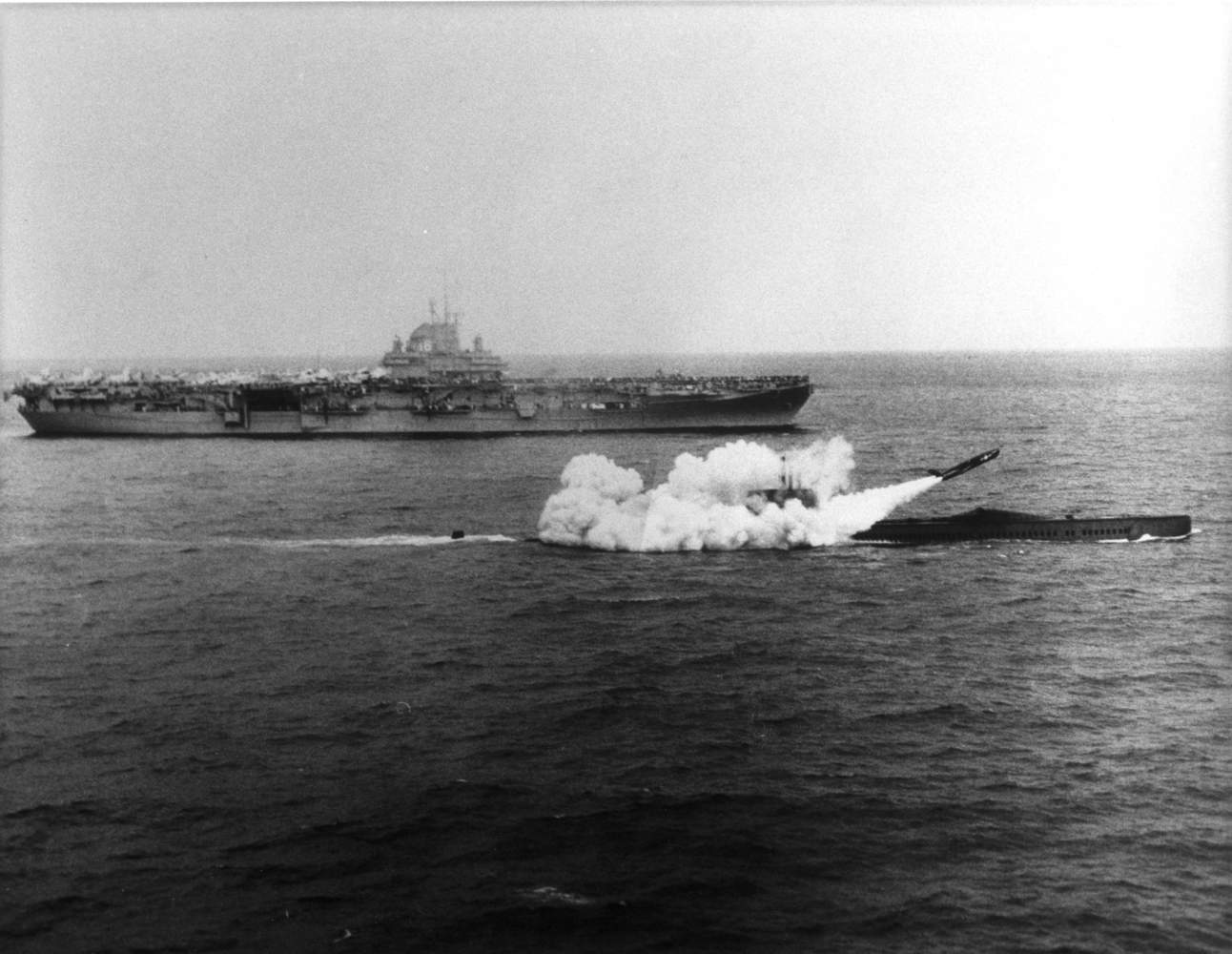
Lancement d'un Regulus par le USS Halibut (SSGN-587)
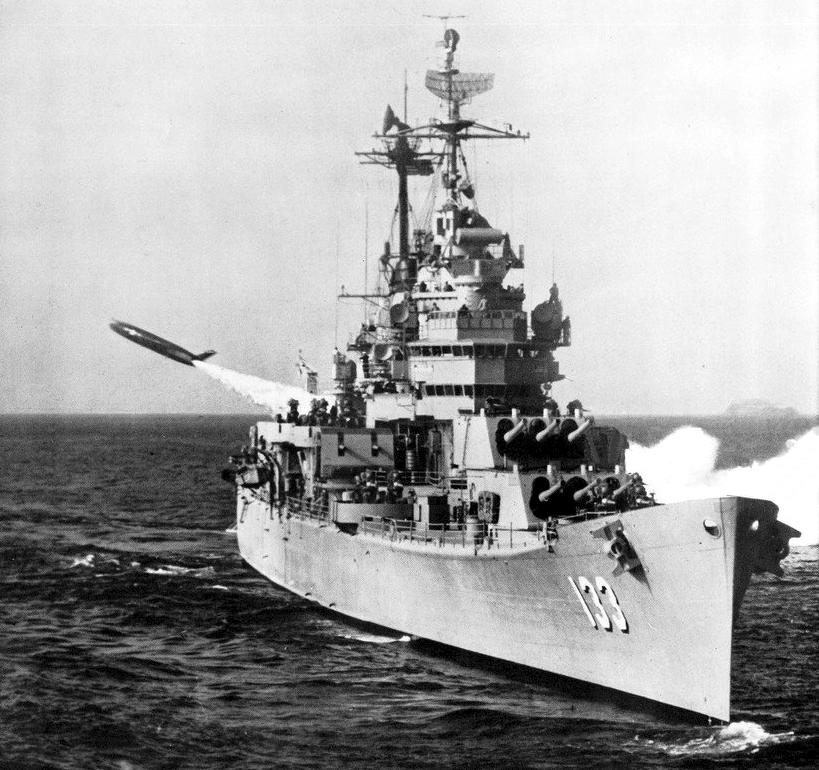
Lancement d'un Regulus par le croiseur lourd USS Toledo (CA-133)
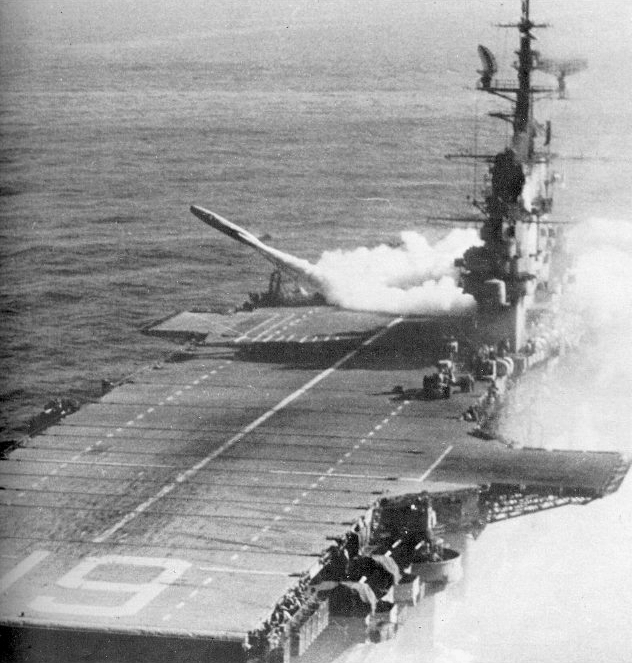
Lancement d'un Regulus par le porte-avions USS Hancock (CVA-19)

### Remplacement
La production du Regulus prend fin au mois de janvier 1959, après la livraison du 514e exemplaire, et le missile est retiré du service au mois d'août 1964. Quelques missiles obsolètes sont utilisés comme cibles sur la base aérienne d'Eglin, en Floride. Le Regulus n'a pas seulement constitué la première force de dissuasion stratégique nucléaire pour la Navy durant les premières années de la Guerre froide - notamment durant la crise des missiles de Cuba -, précédant les missiles Polaris, Poséidon et Trident, mais il a également été le précurseur du missile de croisière Tomahawk.

## Regulus II

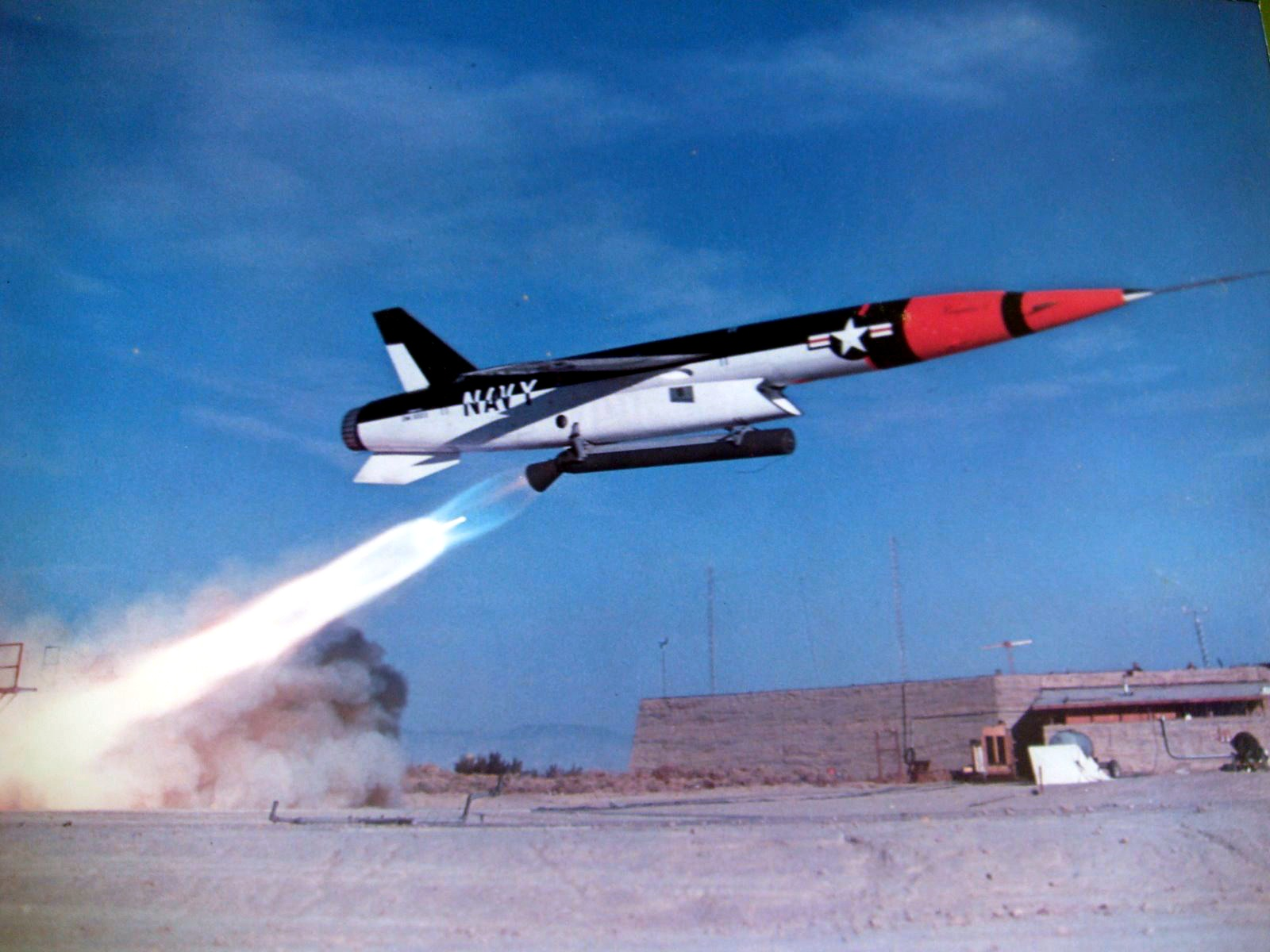
tir d'essai en 1957 d'un Regulus II.

Le missile de croisière supersonique de seconde génération Vought SSM-N-9 Regulus II (en), doté d'une portée de 2 200 kilomètres (1 200 milles marins) et d'une vitesse de Mach 2, a été développé et testé avec succès (y compris un tir d'essai à partir du USS Grayback). Toutefois, le programme a été annulé en faveur du missile balistique à tête nucléaire UGM-27 Polaris.